# يوجين مارتيني
يوجين مارتيني (بالإنجليزية: Eugene Martini)‏ هو مهندس معماري أمريكي، ولد في 1915، وتوفي في 1965.